# Marvin J. Ashton
Marvin Jeremy Ashton (6 de mayo de 1915 – 25 de febrero de 1994) fue un miembro del Quórum de los Doce Apóstoles de La Iglesia de Jesucristo de los Santos de los Últimos Días desde 1971 hasta su muerte.

## Biografía
Ashton nació en Salt Lake City, Utah. Trabajó en el negocio maderero de joven. Se graduó en la Universidad de Utah. Hizo su misión en Gran Bretaña, donde el presidente de su misión fue Hugh B. Brown. Trabajó como director general de los Servicios Sociales de los Santos de los Últimos Días.
Desde 1958 hasta 1969 fue un asistente a la superintendencia general de la iglesia Young Men's Mutual Improvement Association. 
Fue ordenado apóstol el 2 de diciembre de 1971, después de la muerte de Richard L. Evans. Fue un asistente del Quórum de los Doce Apóstoles entre 1969 y su llamada al Quórum de los Doce.
Murió el 25 de febrero de 1994 y le sucedió Robert D. Hales.